# Corsavy
Corsavy település Franciaországban, Pyrénées-Orientales megyében. Lakosainak száma 247 fő (2022. január 1.). Corsavy La Bastide, Saint-Marsal, Taulis, Montbolo, Arles-sur-Tech, Montferrer, Le Tech, Casteil és Valmanya községekkel határos.

## Földrajz

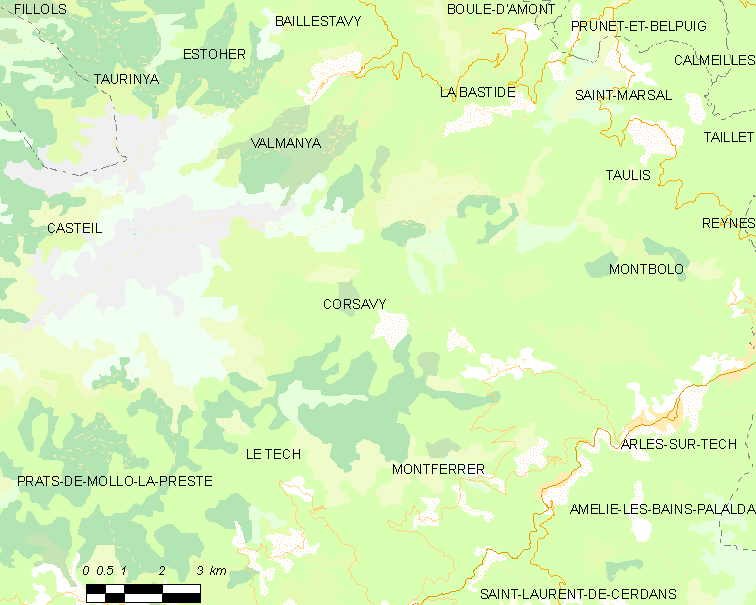
Corsavy és környéke

## Népesség
A település népességének változása:
| Lakosok száma | 246  | 226  | 236  | 218  | 222  | 222  | 240  | 244  | 247  |
|               | 2013 | 2015 | 2016 | 2017 | 2018 | 2019 | 2020 | 2021 | 2022 |